# Homeomorfismo

Um homeomorfismo entre uma caneca e uma rosquinha

Um homeomorfismo é a noção principal de congruência em topologia,  sendo o isomorfismo de espaços topológicos. A palavra homeomorfismo vem da união de duas palavras gregas: homoios (igual) e morphe (forma), ou seja "mesma forma"; o termo foi introduzido pelo matemático Henri Poincaré, em 1895.

## Definição
Dois espaços topológicos dizem-se homeomorfos se existir uma aplicação entre esses espaços que seja contínua, invertível e que a sua inversa seja contínua. Essa aplicação é chamada de homeomorfismo.
Na linguagem da teoria das categorias, um morfismo entre espaços topológicos é uma função contínua entre eles.
Um isomorfismo, chamado de homeomorfismo, portanto, é um morfismo que tem um morfismo inverso.
Um isomorfismo entre espaços topológicos é também conhecido como homeomorfismo bijetor, que a função bijetora que preserva a estrutura topológica envolvida.

## Exemplos
Exemplos de espaços homeomorfos:
- No plano ({\displaystyle \mathbb {R} ^{2}}), um quadrado e uma circunferência são homeomorfos;
- Quaisquer duas curvas simples no espaço são homeomorfas;
- Uma caneca e uma rosquinha são homeomorfos;
- O domínio de uma função contínua e o seu gráfico — conjunto dos pontos {\displaystyle (x,f(x))} — são homeomorfos, sendo o domínio um subconjunto de {\displaystyle \mathbb {R} ^{n}} e o contradomínio o {\displaystyle \mathbb {R} ^{m}}[4]
- Uma bola no {\displaystyle \mathbb {R} ^{n}} e uma bola no {\displaystyle \mathbb {R} ^{m}} só são homeomorfas se {\displaystyle n=m}.[5]

Exemplos de homeomorfismos:
- Translações e homotetias de {\displaystyle \mathbb {R} ^{n}} em {\displaystyle \mathbb {R} ^{n}}. [1]

Exemplos de aplicações não-homeomorfas:
- Não basta que a função seja contínua e invertível: a função {\displaystyle f:[0,2\ \pi )\rightarrow S^{1}\,} definida por {\displaystyle f(x)=(\sin x,\cos x)\,} não é um homeomorfismo.

## Propriedades
- A aplicação composta de dois homeomorfismos é um homeomorfismo.[1]

## Resultados relevantes
- Sejam X compacto e Y Hausdorff. Dada uma função bijetiva e contínua {\displaystyle f:X\mapsto Y}, temos que {\displaystyle f} é um homeomorfismo.

## Outras noções de igualdade topológica
- Difeomorfismo
- Equivalência homotópica
- Conjectura de Poincaré